# Heinrich Heiser
Heinrich Heiser (* 29. Juli 1883 in Meppen; † 6. Februar 1962 in Bremen) war ein deutscher Wasserbauingenieur.
Heiser studierte nach dem Abitur in Lingen (Ems) 1901–06 Bauingenieurwesen an der TH Berlin. Dann arbeitete er beim Wasserbauamt Emden und als Staatsbeauftragter bei der Gesellschaft zur Förderung der Wasserwirtschaft im Harz in Braunschweig. 1913 reiste er zu Wasserkraftanlagen nach Schweden und Norwegen. Nach der Teilnahme im Ersten Weltkrieg als Pionieroffizier ging er nach Magdeburg und leistete Vorarbeiten für die Saaletalsperren in Saalfeld (1919 als Regierungsbaurat). Seit 1921 arbeitete er für das Preußische Ministerium für Landwirtschaft, Domänen und Forsten und wurde 1924 auf den ordentlichen Lehrstuhl für Wasserwirtschaft, Wasserbau und Kulturtechnik an der TH Dresden als Nachfolger von Hubert Engels berufen. Heiser floh nach der Ausbombung 1945 nach Bremen, später ging er nach Hamburg und arbeitete 1946–49 als Dozent an der Staatsbauschule Hamburg bis zum Ruhestand. 1958 lehrte er wieder an der TH Braunschweig.
Heiser war Mitherausgeber und Schriftleiter der Zeitschrift des Deutschen Wasserwirtschafts- und Wasserkraftverbandes, im Zentralverein für die Deutsche Binnenschiffahrt, in der Verkehrswissenschaftlichen Gesellschaft, im Deutschen Ausschuss für Kulturbauwesen, in der Reichsarbeitsgemeinschaft für Raumforschung und nach dem Zweiten Weltkrieg unter anderem im Technischen Ausschuss des Nordsüdkanalvereins. Er gehörte zu den angesehensten deutschen Hochschullehrern des Wasserbaues und der Wasserwirtschaft. Im November 1933 unterzeichnete er das Bekenntnis der deutschen Professoren zu Adolf Hitler.